# شهرداری کاشان
شهرداری کاشان یک سازمان غیردولتی است که وظیفه اداره شهر کاشان را بر عهده دارد.
این سازمان در سال ۱۳۱۴ شروع به فعالیت کرد. بعد از استعفای کیومرث محمدپور، ابوالفضل ساروقیان به عنوان شهردار کاشان انتخاب شد.

## شهرداران

### پیش از انقلاب
| دوره | شهردار              | آغاز | پایان |
| ---- | ------------------- | ---- | ----- |
| ۱    | اعتماد الدوله صدوری | ۱۳۱۴ | ۱۳۱۶  |
| ۲    | احمد اربابی         | ۱۳۱۶ | ۱۳۱۷  |
| ۳    | لسان سپهر           | ۱۳۱۷ | ۱۳۲۴  |
| ۴    | محمد افصح زاده      | ۱۳۲۴ | ۱۳۲۶  |
| ۵    | خوش اتکال           | ۱۳۲۶ | ۱۳۲۸  |
| ۶    | سروان صولتی         | ۱۳۲۸ | ۱۳۲۹  |
| ۷    | دکتر اجمند          | ۱۳۲۹ | ۱۳۳۳  |
| ۸    | حاج جواد عطارها     | ۱۳۳۳ | ۱۳۳۵  |
| ۹    | سرهنگ راسخ          | ۱۳۳۹ | ۱۳۴۰  |
| ۱۰   | ناصر                | ۱۳۴۰ | ۱۳۴۲  |
| ۱۱   | محمود سعادت         | ۱۳۴۲ | ۱۳۴۳  |
| ۱۲   | تقی صادقی قمی       | ۱۳۴۲ | ۱۳۴۳  |
| ۱۳   | نجات پور            | ۱۳۴۳ | ۱۳۴۸  |
| ۱۴   | کفالت               | ۱۳۴۸ | ۱۳۵۲  |
| ۱۵   | سید تقی تهامی       | ۱۳۵۲ | ۱۳۵۵  |
| ۱۶   | رباطی               | ۱۳۵۵ | ۱۳۵۷  |

### پس از انقلاب
| دوره | شهردار           | آغاز            | پایان            |
| ---- | ---------------- | --------------- | ---------------- |
| ۱    | خلیل افشاری      | ۲۹ اسفند ۱۳۵۷   | ۲۹ اسفند ۱۳۵۹    |
| ۲    | محمود حمیدی شاد  | ۱ فروردین ۱۳۶۰  | ۵ آبان ۱۳۶۰      |
| ۳    | محمد جواد ناظم   | ۶ آبان ۱۳۶۰     | ۳ اسفند ۱۳۶۰     |
| ۴    | محمد کتابچی      | ۴ اسفند ۱۳۶۰    | ۲۵ خرداد ۱۳۶۲    |
| ۵    | محمود حمیدی شاد  | ۳۱ خرداد ۱۳۶۲   | ۵ تیر ۱۳۶۲       |
| ۶    | غلامعلی مهرداد   | ۱۰ شهریور ۱۳۶۲  | ۴ دی ۱۳۶۲        |
| ۷    | رضا میرپریان     | ۵ دی ۱۳۶۲       | ۲۲ دی ۱۳۶۵       |
| ۸    | رضا نیک نداف     | ۲۵ بهمن ۱۳۶۵    | ۲۷ خرداد ۱۳۶۹    |
| ۹    | محمود پاک طینت   | ۳۰ خرداد ۱۳۶۹   | ۱۴ شهریور ۱۳۷۱   |
| ۱۰   | مهدی ناظم رضوی   | ۱۵ شهریور ۱۳۷۱  | ۳۱ اردیبهشت ۱۳۷۸ |
| ۱۱   | حسینعلی وکیل     | ۲۰ خرداد ۱۳۷۸   | ۴ خرداد ۱۳۸۲     |
| ۱۲   | علی شاعری        | ۲۸ خرداد ۱۳۸۲   | ۱۰ تیر ۱۳۸۳      |
| ۱۳   | حسین طباطبائی    | ۱۷ آبان ۱۳۸۳    | ۱۸ مرداد ۱۳۸۷    |
| ۱۴   | سعید زین ساز     | ۱۹ مرداد ۱۳۸۷   | ۳۰ خرداد ۱۳۸۸    |
| ۱۵   | سعید مدرس زاده   | ۳۱ فروردین ۱۳۸۸ | ۱ آبان ۱۳۹۲      |
| ۱۶   | محمد ناظم رضوی   | ۱ آبان ۱۳۹۲     | ۷ شهریور ۱۳۹۶    |
| ۱۷   | سعید ابریشمی راد | ۸ شهریور ۱۳۹۶   | ۱۴ مرداد ۱۴۰۰    |
| ۱۸   | حسن بخشنده امنیه | ۲۸ شهریور ۱۴۰۰  | ۱۶ خرداد ۱۴۰۲    |
| ۱۹   | کیومرث محمدپور   | ۳۱ مرداد ۱۴۰۲   | ۱ آبان ۱۴۰۳      |
| ۲۰   | ابوالفضل زارع    | ۱ آبان ۱۴۰۳     | تاکنون           |

## رتبه
براساس رتبه‌بندی کلی انجام شده شهرداری کاشان در بین شهرداری‌های برتر ایران رتبه بیست‌ و پنجم را داشته‌است.

## معاونت‌ها
- معاونت خدمات شهری و محیط زیست[۶]
- معاونت اداری و مالی[۷]
- معاونت برنامه‌ریزی و هماهنگی[۸]